# Pacifiphantes zakharovi
Espèce
Synonymes
- Kaestneria rahmanni Tao, Li & Zhu, 1995

Pacifiphantes zakharovi est une espèce d'araignées aranéomorphes de la famille des Linyphiidae.

## Distribution
Cette espèce se rencontre en Russie dans les kraïs de Primorie et de Khabarovsk, en Chine au Jilin et en Corée du Sud,,.

## Description
Le mâle holotype mesure 2,75 mm et la femelle paratype 2,88 mm.

## Étymologie
Cette espèce est nommée en l'honneur de Boris P. Zakharov.

## Publication originale
- Eskov & Marusik, 1994 : New data on the taxonomy and faunistics of North Asian linyphiid spiders (Aranei Linyphiidae). Arthropoda Selecta, vol. 2, no 4, p. 41-79 (texte intégral).